# 新潟県道186号板倉直江津線

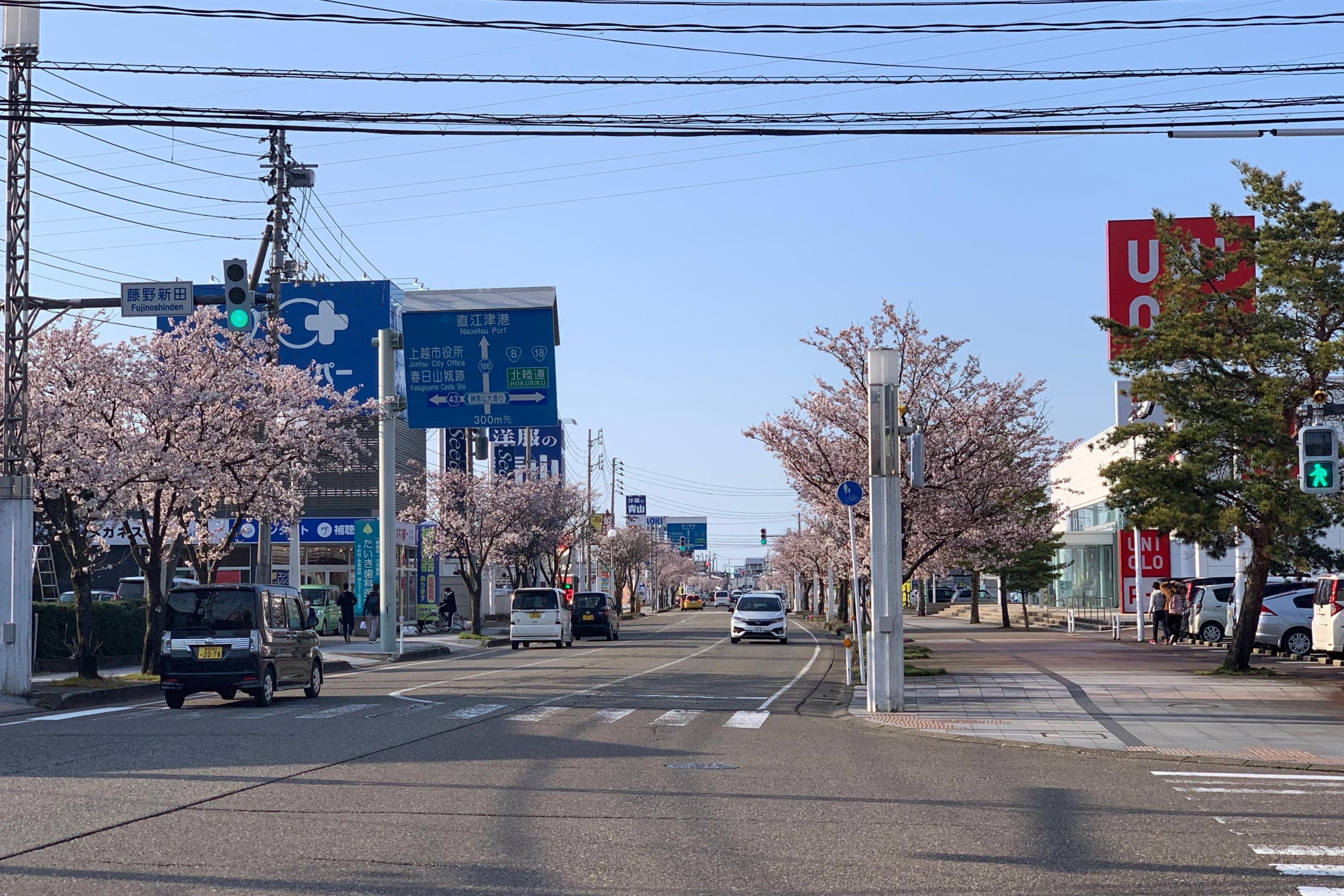
藤野新田交差点付近

新潟県道186号板倉直江津線（にいがたけんどう186ごう いたくらなおえつせん）は、新潟県上越市内を通る一般県道。

## 概要
- 陸上距離：

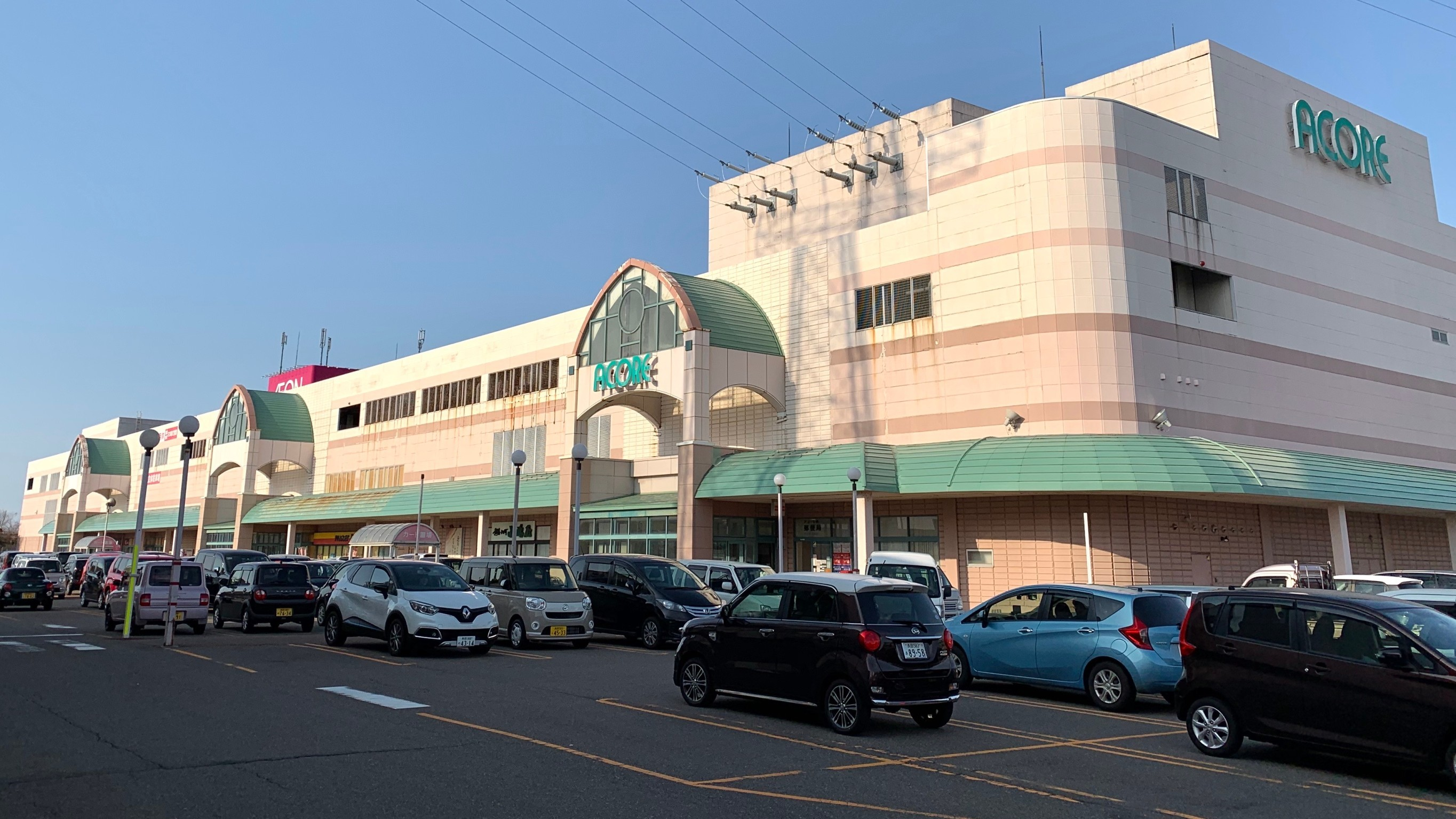
イオン上越店

- 起点：上越市板倉区田井字国分寺（＝新潟県道95号上越飯山線交点）
- 終点：上越市春日新田字大工町（下門前交差点＝国道8号（直江津バイパス）交点）

上越市板倉区から上越市北部に至る路線。上新バイパス、県道579号（上越大通り）、県道63号（山麓線）などと共に、上越市南北を結ぶ幹線道路として機能している。
以前は渋滞時の抜け道として機能していたが、沿線はアクセス的に好立地とあって宅地化や商業地化が進み、特に三田付近（イオン上越店、アークプラザ上越西）と富岡付近（上越ウイングマーケットセンター）は大規模な商業地開発が行われ、一部区間が拡幅された。しかし、鴨島四叉路以北の大部分は道幅が狭隘。土曜・休日は近隣市町村からの買い物客が数多く沿線に訪れるため、流れが良くない。

## 通過する自治体
- 新潟県
  - 上越市

## 重複区間
- 新潟県道38号高田停車場線（鴨島一丁目交差点 - 鴨島三叉路）
- 新潟県道43号上越安塚浦川原線（富岡交差点 - かに池交差点）

## 主な接続路線
- 新潟県道95号上越飯山線（田井）
- 新潟県道198号青柳高田線（長者原交差点）
- 国道18号＜上新バイパス＞（子安交差点）
- 新潟県道38号高田停車場線（鴨島一丁目交差点）
- 新潟県道77号上越頸城大潟線（稲田二丁目交差点）
- 新潟県道13号上越安塚柏崎線（寺交差点）
- 新潟県道43号上越安塚浦川原線（富岡交差点 - かに池交差点）
- 国道8号＜直江津バイパス＞（下門前交差点）

## バイパス
上新バイパスとほぼ平行。上越市内、子安交差点以北は県道東側を経由している。